# 博夫昆
49°34′56″N 30°38′10″E / 49.58222°N 30.63611°E
博夫昆（烏克蘭語：Бовкун）是位於烏克蘭北部的村莊，由基辅州白采爾克瓦區的塔拉夏市鎮負責管轄。該村始建於1765年，面積1.99平方公里，海拔高度133米，2001年該村落人口230。